# Vickleby ädellövskog
Vickleby ädellövskog este o arie protejată (arie specială de conservare — SAC, sit de importanță comunitară — SCI) din Suedia întinsă pe o suprafață de 46,6 ha, integral pe uscat.

## Localizare
Centrul sitului Vickleby ädellövskog este situat la coordonatele 56°35′38″N 16°26′03″E / 56.594°N 16.4341°E.

## Înființare
Situl Vickleby ädellövskog a fost declarat sit de importanță comunitară în ianuarie 2002 pentru a proteja un număr necunoscut de specii din flora spontană și fauna sălbatică aflate în arealul zonei. Situl a fost protejat și ca arie specială de conservare în martie 2011.

## Biodiversitate
Situată în ecoregiunea continentală, aria protejată conține 3 habitate naturale: Păduri de stejar sau de stejar și carpen sub-atlantice și medio-europene de Carpinion betuli, Păduri caducifoliate bătrâne naturale hemiboreale fino-scandinave (Quercus, Tilia, Acer, Fraxinus sau Ulmus) bogate în specii epifite, Păduri caducifoliate de mlaștină fino-scandinave.
La baza desemnării sitului se află un număr nedeclarat de specii protejate.